# Lothar von Seltmann
Lothar von Seltmann (* 1943 in Krakau) ist ein deutscher Schriftsteller und Liederdichter.

## Leben
Mit vier Jahren wurde Lothar von Seltmann Vollwaise. Sein Vater (* 12. Januar 1917) – er hieß ebenfalls Lothar – war überzeugter Nationalsozialist, Angehöriger der Waffen-SS im besetzten Krakau stationiert und nahm 1944 an der Niederschlagung des Warschauer Aufstands teil; er starb im Januar 1945 in Breslau. Die Mutter starb im Herbst 1947 in Thüringen an Typhus. Lothar von Seltmann wurde von einer Pflegefamilie auf einem Bauernhof im Siegerland aufgenommen wo er auch aufwuchs. Nach dem Studium war er als Grund- und Hauptschullehrer tätig, später als Rektor der Adolf-Reichwein-Hauptschule in Hilchenbach-Dahlbruch.
Während dieser Zeit war er musikalisch sehr aktiv: Er schrieb und komponierte etwa 150 Lieder, die teilweise in das Gemeinschaftsliederbuch aufgenommen wurden. Weiterhin wirkte er in Chören und auch solistisch bei christlichen Musikproduzenten wie Margret Birkenfeld und Johannes Haas mit. Er produzierte auch eine CD mit eigenen Liedern.
In seinen Jugendjahren wurde Lothar von Seltmann stark geprägt durch die örtliche christliche Gemeinschaft. Im Jahre 1958, im Alter von 15 Jahren, traf er bei einer Evangelisationsveranstaltung von Anton Schulte die Entscheidung, sein Leben Jesus Christus anzuvertrauen. An dieser Entscheidung hat er bis heute (Stand 2012) festgehalten.
Nach einem schweren Unfall im Jahr 1991 wurde v. Seltmann 1993 in den vorzeitigen Ruhestand versetzt.
Während der langen Rekonvaleszenz entdeckte und entwickelte er sein schriftstellerisches Talent.
In der Reha-Klinik lernte er Miluscha kennen, eine Frau mit einem sehr bewegten Leben.
Sie wurde seine erste Romanfigur.
Von Seltmann schreibt Romanbiografien, die meist im evangelikalen Verlag R. Brockhaus erscheinen. In seinen Büchern zeichnet der Autor jeweils die Erlebnisse einer Hauptperson nach, die ihm persönlich bekannt ist (oder war). V. Seltmann beschreibt, wie Menschen Heilung und Vergebung erfahren und welche besonderen Gebetserhörungen, Bewahrungen und Führungen sie erleben. Der Autor drückt seine Überzeugung aus, dass wir Menschen nur in der Beziehung zu Jesus Christus Sinn und Erfüllung unseres Lebens finden können.
Von Seltmann ist ehrenamtlicher Mitarbeiter u. a. im deutschen EC-Verband, im Gnadauer Pädagogischen Arbeitskreis und bei der Mission für Südost-Europa.
Er war verheiratet mit Ulla, die 2023 verstorben ist. Die beiden haben drei erwachsene Kinder sowie 6 Enkel.
Eines seiner Kinder – Uwe von Seltmann (* 1964) – schrieb das Buch Schweigen die Täter, reden die Enkel. Darin berichtet er über die Forschungen, die er anstellte, um Licht in das Leben seines Großvaters (also dem Vater seines Vaters) zu bringen.

## Bücher von Lothar von Seltmann
- Miluscha. R. Brockhaus, Wuppertal, ISBN 3-417-24688-1.
- Salomo: sein Leben in klangvollen Versen. Schulte & Gerth, 1997.
- Du bist nicht allein, Miluscha: endlich eine neue Heimat. R. Brockhaus, Wuppertal, ISBN 3-417-24703-9.
- Miluscha. Im Herzen die Heimat. R. Brockhaus, Wuppertal.
- Vergiss die Rose nicht. Ein langer Weg zum Glück. R. Brockhaus, Wuppertal, ISBN 3-417-20673-1.
- Benni und der blinde Bartimäus. R. Brockhaus, Wuppertal, ISBN 3-417-23564-2.
- Clara und Franz: Aber die Liebe siegt. Brunnen-Verlag, Gießen, ISBN 978-3-7655-1854-6.
- Dora, die Tochter des Bischofs. Das spannende Leben der Dora Rappard. ISBN 978-3-7655-1913-0.
- Harry – Ein Rastloser findet nach Hause. R. Brockhaus, Wuppertal, ISBN 978-3-417-24744-2.
- Gottes Raben fliegen noch – Stationen eines besonderen Lebens. R. Brockhaus, Wuppertal, ISBN 978-3-417-24950-7.
- Die Chali hat uns Gott geschickt – Schwester Gertrud – ein Leben für die Sinti. R. Brockhaus, Wuppertal, ISBN 978-3-417-24712-1.
- Du schickst deine Engel zur rechten Zeit, Schwester Gertruds neuer Auftrag – die Chali in Russland. R. Brockhaus, Wuppertal, ISBN 978-3-417-24877-7.
- Zerstörte Hoffnung, geschenktes Glück. R. Brockhaus, Wuppertal, ISBN 978-3-417-24899-9.